# Rtyně v Podkrkonoší
Rtyně v Podkrkonoší település Csehországban, Trutnovi járásban. Rtyně v Podkrkonoší Stárkov, Havlovice, Úpice, Batňovice, Jívka, Malé Svatoňovice és Červený Kostelec településekkel határos. Lakosainak száma 2899 fő (2024. január 1.).

## Népesség
A település lakosságának változását az alábbi diagram mutatja:
| Lakosok száma | 2159 | 2706 | 2655 | 3187 | 3158 | 3027 | 2978 | 2997 | 2876 | 2899 |
|               | 1869 | 1900 | 1921 | 1961 | 1980 | 2011 | 2016 | 2019 | 2021 | 2024 |